# Гульбоака (Оргеевский район)
Хулбоака (рум. Hulboaca) — село в Оргеевском районе Молдавии. Наряду с сёлами Гетлово и Норочены входит в состав коммуны Гетлово.

## География
Село расположено на высоте 67 метров над уровнем моря.

## Население
По данным переписи населения 2004 года, в селе Хулбоака проживает 717 человек (336 мужчин, 381 женщина).
Этнический состав села:
| Национальность | Число жителей | Процентный состав |
| -------------- | ------------- | ----------------- |
| молдаване      | 710           | 99,02             |
| румыны         | 3             | 0,42              |
| русские        | 2             | 0,28              |
| украинцы       | 1             | 0,14              |
| прочие         | 1             | 0,14              |
| Всего          | 717           | 100 %             |

## Известные уроженцы
- Гарштя, Вера Александровна (род. 1927) — хормейстер, народная артистка СССР (1987).